# Signoria di Frisia
La Signoria di Frisia (in frisone Hêarlikheid Fryslân) è stata una signoria storica all'interno del Sacro Romano Impero, con capitale a Leeuwarden.

## Storia
La Signoria di Frisia ebbe origine dalla Libertà Frisona nel 1498 quando l'imperatore Massimiliano I d'Asburgo cedette la Frisia, una provincia che nel medioevo si era affrancata dai propri conti trasferendo il potere alle autorità locali, quale feudo ad Alberto III di Sassonia quale risarcimento per un debito di 300 000 fiorini. Per farsi riconoscere dai frisoni come feudatario, Alberto, dovette comunque ripetutamente affrontarli con le armi, non riuscendoci. Neanche il figlio, Giorgio di Sassonia riuscì nell'intento e nel 1515 vendetette il titolo di signore a Carlo di Gheldria che riuscì a sottomettere definitivamente i frisoni solo nel 1524.
Intanto, nel 1519 l'imperatore Massimiliano I morì e gli succedette Carlo V. Quando questi abdicò nel 1556, la Frisia fu ereditata da Filippo II di Spagna così come il resto dei Paesi Bassi. Nel 1566, la Frisia si unì alla ribellione contro il dominio spagnolo.

## Integrazione nella Repubblica delle Sette Province Unite
Con l'atto di abiura del 1581, Filippo II dovette concedere l'autonomia alla Repubblica delle Sette Province Unite e la Signoria di Frisia, che ne faceva parte in qualità di provincia, cessò di essere spagnola. Da allora la Signoria di Frisia fu governata da uno Statolder nominato dagli Stati Generali della Repubblica.
Formalmente la Signoria di Frisia continuò ad esistere fino al 1795, quando, con la rivoluzione batava la Repubblica delle Sette Province Unite, rimpiazzata dalla Repubblica Batava, cessò di esistere. Dopo il 1813, la Frisia fu nuovamente una provincia, questa volta del Regno Unito dei Paesi Bassi.